# Форче
Форче (итал. Force) насеље је у Италији у округу Асколи Пичено, региону Марке.
Према процени из 2011. у насељу је живело 722 становника. Насеље се налази на надморској висини од 662 м.

## Становништво
| 1936. | 1951. | 1961. | 1971. | 1981. | 1991. | 2001. | 2011. |
| ----- | ----- | ----- | ----- | ----- | ----- | ----- | ----- |
| 3.835 | 3.925 | 3.139 | 1.991 | 1.778 | 1.981 | 1.602 | 1.428 |